# 歩兵第137連隊
歩兵第137連隊（ほへいだい137れんたい、歩兵第百三十七聯隊）は、大日本帝国陸軍の連隊のひとつ。第104師団隷下。軍の秘匿名は鳳第8974部隊。通称 菊水師団、鳳兵団。

## 沿革
- 1938年（昭和13年）

6月16日 - 充員召集下令
6月18日 - 現在の東大阪市（旧布施市）永和の「人の道教会」跡に入り歩兵第137連隊編成、軍旗拝受。戦時名簿では27日編成完結。
6月23日 - 軍旗奉載式挙行
6月29日 - 長田野演習場に出発訓練
7月13日 - 帰阪 再度人の道教会跡に入る
7月 大阪を出発し大連に集結
7月29日 張鼓峰事件が勃発したため師團とともに琿春（東部ソ滿国境）付近に進出
8月11日 停戦となり大連に帰還
9月 第104師団は新設された第21軍戦闘序列に編入される
10月9日 第一輸送船団(第18師団、第104師団主力、第5師団の一部)は大連を出発
10月11日 バイアス湾泊地に侵入
10月21日 3時30分 一斉に敵前上陸を開始、奇襲上陸に成功
10月22日  バイアス湾上陸作戦ののち広東攻略戦に参加
10月23日 第104師団 北方及び大平場方面より敵の退路に迫り、従化付近を占領
- 1939年（昭和14年）

1月14日 花県方面に出動、白泥水河畔にて激戦を展開
2月19日 連隊長毛利喬大佐、第１機関銃中隊長山本春一大尉 大平場に来着赴任
3月3日 獅前市方面討伐に参加
4月5日 師団作戦「花県西北方地区の戦斗」に呼応
4月7日 「獅前市付近の戦斗」「東花県北方地区の戦斗」に参加出撃
4月10日 喜多中佐 大隊長着任
4月15日 隣接第118師団の作戦に呼応し従化方面に出動
4月24日 第118師団の大平場東南方残敵掃蕩戦に呼応、三合水、烏石洞付近に出動
5月 前半 現役兵の補充
5月18日夜半(1時) 亀嘴墟周辺の拠点を占有し布陣、6時攻撃開始、正午少し前に敵増援軍が西方高地に進出してきたが撃退し戦斗概ね終了（亀嘴墟の戦斗）
6月7日 戦没者記念碑を建立し開眼式を挙行。大平場を引き上げ広東移住の内報あり
6月9日 第118師団と大平場警備交代、7時出発、広東市省立第一中学校跡に入る
6月11日 16時 汕頭攻撃の内命により移航準備
6月14日 広東から黄浦に集結し、19時より西山丸に乗船出航。その夜汕頭潮州攻略の為である旨を将校全員に知らせる。第8中隊長 西田中尉、第3中隊長 寺島中尉は事前に汕頭に潜入し情報を探り帰隊していた。香港 - 広東 - 珠江ルートの重要性は既に認められていたところであるが、汕頭 - 潮州 ⁻ 韓江ルートは中国軍の頼みの綱であり、逐次増強されつつある状況であった。
6月15~16日 台湾 馬公に入港。数日間舟艇移乘訓練を実施
6月19日 18時 汕頭攻略の為、歩兵第137連隊、歩兵第161連隊の混成歩兵第132旅団は、馬公を出航し汕頭に向かう
6月21日未明 船団主力は汕頭港外に達し、上陸。
6月22日未明 北と東に別れた攻略部隊は一斉に市街地目指して突進、占拠
6月23日 大隊第一、第二中隊、機関銃中隊の半分を汕頭警備隊とする
6月25日 汕頭より約30kmの潮州攻略開始
6月26日 潮汕鉄道に沿って潮州停車場を奪取
6月27日未明 潮州西端 西湖山に突入、中山公園をが占領。続いて市内掃蕩を行い11時潮州入場式を行う
7月15日 激しい夕立の中奇襲攻撃あり。郊外から潮州市内に入る原住民の葬式の棺の中に兵器、弾薬を仕込み、葬式の行列の中に敵将校が潜んでいたが、日本人軍人の恥として棺の検閲は行わなかった事が仇となった。
8月9日 「楓渓付近の戦斗」「東浦付近の戦斗」
8月21日 「下葉案塞の戦斗」
8月23日 第二補充兵到着

## 菊水師団、鳳兵団
初代師団長 三宅俊雄中将が自費で「菊水の銀のバッジ」を造り、師団幹部全員に配った事から「菊水師団」と呼ばれ、菊水バッジはバイアス湾上陸が終わるまで着用していたという。編成当初の人々にとっては、菊水師団の呼び名が親しみがあるという。
歩兵第137連隊の秘匿名として「鳳第8974部隊」が用いられた事から、バイアス湾上陸以降に所属した人々には「鳳兵団」或いは「鳳部隊」の呼び名が親しみがあるという。

## 歴代連隊長
| 代 | 氏名       | 在任期間              | 備考 |
| -- | ---------- | --------------------- | ---- |
| 1  | 河崎思郎   | 1938.6.18 - 1939.1.31 |      |
| 2  | 毛利喬     | 1939.1.31 - 1939.10.4 |      |
| 3  | 落合松二郎 | 1939.10.9 - 1942.7.25 |      |
| 4  | 川上護     | 1942.7.25 - 1944.6.2  |      |
| 5  | 藤本末夫   | 1944.6.2 - 1946.4.23  |      |